# Altdorf bei Nürnberg
Pour les articles homonymes, voir Altdorf.
Altdorf bei Nürnberg (littéralement « Altdorf-lès-Nuremberg », où Altdorf signifie lui-même « vieux village ») est une ville du sud-est de l'Allemagne. Elle est située à 25 kilomètres à l'est de Nuremberg, en Bavière, ce village comporte 15 000 habitants.
C'était à la fin du Moyen Âge et à la Renaissance la ville-université de Nuremberg : la fermeture de son université, en 1809 par Maximilien-Joseph Ier, a relégué cette ville médiévale au rang de localité résidentielle.

## Géographie

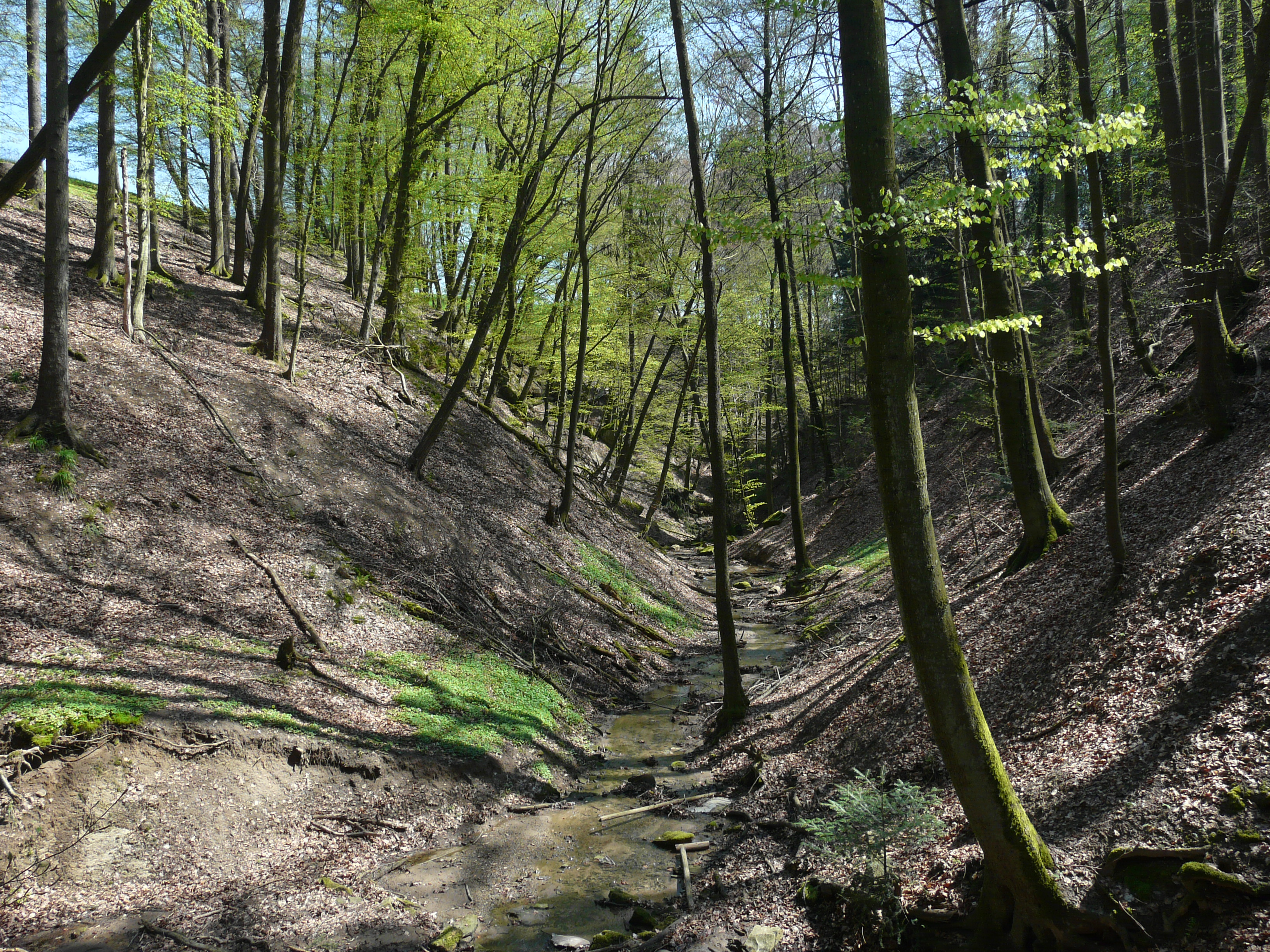
Le ravin du Rhétien près de Prackenfels.

Les communes voisines sont (dans le sens des aiguilles d'une montre en partant du nord): Offenhausen, Lauterhofen, Berg bei Neumarkt in der Oberpfalz, Burgthann, Schwarzenbruck, Winkelhaid et Leinburg. Altdorf est rattaché à la région métropolitaine de Nuremberg.
Cette vieille ville universitaire se trouve à 25 km environ au sud-est de Nuremberg, au milieu d'un paysage de montagne (400–700 m d'altitude), avec des plateaux de forêt ou de prairie entrecoupés de ravins traversant l’étage rhétien (qui une subdivision de l’étage de Keuper, ou trias supérieur). L'hiver à Altdorf est particulièrement neigeux. Le sommet du Hegnenberg offre une vue panoramique sur la ville médiévale.

## Histoire
| Appartenances historiques Burgraviat de Nuremberg 1105–1393 Palatinat du Rhin 1393–1410 Palatinat-Neumarkt 1410–1448 Palatinat-Mosbach-Neumarkt 1448–1499 Palatinat du Rhin 1499–1504 Saint-Empire (Ville libre de Nuremberg) 1504–1806 Royaume de Bavière 1806–1918 République de Weimar 1918–1933 Reich allemand 1933–1945 Allemagne occupée 1945–1949 Allemagne 1949–présent |

Dépendance du Palatinat jusqu'en 1504, et de Nuremberg jusqu'en 1815, elle a été donnée à la Bavière par le congrès de Vienne. La ville fut célèbre pour ses fabriques considérables de jouets et articles en bois.

## Personnalités liées à Altdorf
- Ernst Soner (1572-1612), médecin, naturopathe et socinianiste allemand.
- Abdias Treu (1597–1669), professeur de mathématiques et de sciences physiques à l'université d'Altdorf.
- Stephan Farffler (en) (1633–1689), inventeur allemand, né à Altdorf.
- Johann Moritz Hofmann (1653-1727), médecin, né à Altdorf et professeur à l'université d'Altdorf.
- Samuel Faber (1657-1716), érudit allemand né à Altdorf.
- Johann Conrad Dürr (1625-1677), théologien luthérien allemand, décédé à Altdorf.
- Johann Heumann von Teutschenbrunn (1711-1640), jurisconsulte et diplomate allemand, est décédé à Altorf.
- Konrad Mannert (1756–1834), historien et géographe allemand, né à Altdorf.
- Klaus Wolfermann (1946-2024), champion olympique du lancer du javelot.